# Blut und Ehre
Blod og ære er et centralt begreb i den nationalsocialistiske ideologi. I den nationalsocialistiske ungdomsorganisation Hitlerjugend kom det til udstrakt anvendelse i årene fra 1926 til 1945. Det var motto og hilsen og ordene var præget på sangbøger og faner.
Alfred Rosenberg skrev en bog med titlen "Blut und Ehre". Ligeledes stod begreberne centralt i raceloven fra Nürnberg i 1935. Dens officielle navn var: "Gesetz zum Schutz des deutschen Blutes und der deutschen Ehre". "Lov om beskyttelsen af tysk blod og tysk ære".
 Der er for få eller ingen kildehenvisninger i denne artikel, hvilket er et problem. Du kan hjælpe ved at angive troværdige kilder til de påstande, som fremføres i artiklen.